# グリコアーモンドチョコレート
グリコアーモンドチョコレートは、江崎グリコが1958年（昭和33年）より販売していたロングセラー商品。アーモンドを使用したチョコレート菓子商品名であった。

## 概要
チョコレートひと山に1粒のアーモンドが入ったチョコレート菓子。アーモンドを丸ごと1粒入れたチョコレート菓子としては日本初であった。
1952年8月にモンドセレクションのナッツ部門で第1位入賞している。
後継商品に2011年に発売開始されたアーモンドピークがある。

## 歴史
1922年（大正11年）にグリコを、1933年（昭和8年）にビスコを発売し、子供向け栄養菓子の分野で順調に業績を伸ばす江崎グリコは、1955年（昭和30年）にアーモンドグリコを販売、日本においてそれまで無名であったアーモンドを知らしめるとともに、大人向けの菓子の市場に切り込んでいった。
それまでキャラメルやビスケット類が主力であった日本の菓子業界は、昭和30年代後半よりチョコレートに注目するようになり、銀紙で包装された板チョコ商品が主流として販売されるようになっていた。
江崎グリコもチョコレート分野への進出を決め、研究を重ねた。当時、砕いたアーモンドをチョコレートに混ぜたような製品はあったが、江崎グリコの研究陣が到達したのは「チョコレートひと山に1粒のアーモンドを丸ごと入れる」という贅沢な商品であった。使用するアーモンドはカリフォルニア産のノンパレル種（Nonpareil）で、アーモンド香を引き立てるためにローストした。チョコレート市場調査で人気の高かったミルクチョコレート。既存のチョコレート製品との違いを明確にするため、パッケージはラベルを巻くのではなく箱入りにし、箱をセロファンで包むことで高級感を演出することになった。
新機軸の製品であるが故に、製造現場では混乱が起きる。最も大きいものが、チョコレートひと山に1粒ずつアーモンドを入れる製造機械の開発であった。少しでも早く画期的な新製品を市場に投入したい営業サイドからは「味が変わらないのならば、砕いたアーモンドを入れるようにすれば良いのではないか」という意見もあったが、それに反対し、砕いたアーモンドを入れるのは他社でもできるとひと山1粒に拘ったのが創業社長の江崎利一であった。
テストセールは行わず、1958年（昭和33年）2月、京阪神地区でグリコアーモンドチョコレートの販売が開始される。製造の機械化は完成しておらず、チョコレートをしゃもじで金型に詰めてへらでならし、アーモンドを1粒ずつピンセットで金型のチョコレートに入れるという手作業の製造工程を残したままでの見切り発車であった。更に、当時のアーモンドのグラム単価はチョコレートの2倍以上しており、高級感を出すため箱入りやセロファン包装を選んだこともコスト高につながった結果、当時の板チョコ商品と比べるとかなりの割高商品となり、特約店からの前評判は今一つだった。
対策として、江崎グリコでは店頭での販促と広告キャンペーンを行った。短期間で主要店舗にそのまま陳列されるよう専用陳列台に製品をセットしたものを用意し、主要新聞4紙に大々的な広告を出稿するとともに、5万名を対象にした実物見本進呈キャペーンを実施した。また、製品の中に券を封入し、「山小屋が当たる」キャンペーンも行った。
結果、グリコアーモンドチョコレートの売り上げは好調なものとなり、同年4月にはひと山に1粒ずつアーモンドを入れる機械の開発も完了し、同年10月には首都圏での発売に踏み切った。首都圏販売にあたっても、連続的な新聞広告と電車内に吊り広告を打つとともに、宣伝のためにラジオ番組を企画して、三木鶏郎作詞作曲によるCMソングをラジオやテレビで繰り返し放送した。グリコアーモンドチョコレートは首都圏でもヒット商品となり、江崎グリコは1962年には東京工場を増設することになる。

## 商品展開
1箱10粒入りのスライド式の箱に入った商品と、プルトップ型と呼ばれる箱に4本入りの商品があった。前者は上述のようなひと山1粒の形状であるが、
後者はチョコートの台座にアーモンド1粒を乗せてチョコレートでコーディングされたものが1本に2ブロックとなっていた。
バリエーションの例
- ロースト - 最初に発売されたもの。アーモンドを焙焼してある。
- フライド - アーモンドの表面を砂糖漬けにして揚げたもの。
- XO - ローストしたアーモンドにブランデーを添えたもの。プルトップ型のみ販売。
- XA - アーモンドをアップル・ブランデークリームでコーティングしたもの。
- カフェオレ - アーモンドをコーヒークリームでコーティングしたもの。プルトップ型のみ販売。

## CM
「カリッと青春」、「ひとつぶの青春」をキャッチコピー、キャッチフレーズにアイドルを起用したCMも話題となった。以下に起用されたアイドルの例を挙げる。
- 飯野おさみ[要出典]
- 片瀬きよみ[要出典]
- 藤岡弘[要出典]
- ジュディ・オング[要出典]
- 新藤恵美[要出典]
- 近藤正臣[7]
- 志垣太郎
- 三浦友和[要出典]・山口百恵[1]
- 田原俊彦[要出典]・松田聖子[1]
- 渡辺徹[要出典]・小泉今日子[1]
- 石黒賢・沢口靖子
- 岩城憲・南野陽子[8][9]
- 反町隆史・新山千春

### CMソング
CMソングとして使用された楽曲を以下に例示する。
- グリコアーモンドチョコレートのうた
- 1971年 『君は何をおしえてくれた』松崎しげる[7]
- 1972年 『黄色い麦わら帽子』松崎しげる
- 1973年 『青春のバラード〜ひとつぶの涙』森田健作[10]
- 1977年 『愛のメモリー』松崎しげる[10]
- 1978年 『季節の中で』松山千春[10]
- 1980年 『ハッとして!Good』田原俊彦[10]
- 1982年 『約束』渡辺徹
- 1984年 『恋人達のペイヴメント』ALFEE[10]
- 1987年 『君がいればそれでいい』松崎しげる
- 1988年 『秋からも、そばにいて』南野陽子[11]
- 1996年 『悲しみの果て』エレファントカシマシ